# Ashes You Leave
Az Ashes You Leave horvát death-doom/gothic metal együttes. 1995-ben alakultak Fiume városában. Korábban a death-doom műfajban játszottak, majd a 2002-es Fire című albumukkal kezdve hangzásuk sokkal inkább gothic metal stílusú, miközben a doom metal hangzást továbbra is megtartották.

## Története
1995-ben alakultak Icon néven, ezen a néven egy demót adtak ki. Miután rájöttek, hogy ezen a néven már működik egy másik együttes is, így Ashes You Leave-re változtatták a nevüket. Ezt a nevet a Cathedral The Ethereal Mirror című albumán található dalról kapták. Ezután 1996-ban kiadták második demójukat. A zenekar a norvég Effigy Records, illetve Arctic Serenades nevű kiadókhoz volt szerződve, de semmit nem jelentettek meg, a két kiadó pedig csődbe ment. Utána szerződést kötöttek a német Morbid Recordsszal, és 1998-ban megjelentették első stúdióalbumukat, amelyet két másik követett, szintén ennél a kiadónál. Az együttes ezt követően európai turnéra indult, majd Dunja Radetic énekes elhagyta a zenekart, helyére Marina Zrilic került. A 2002-es albumukon már ő énekelt. Játszottak pár fesztiválon, majd Marina is elhagyta az együttest, hogy külföldön oktasson. Ezután Tamara Mulaosmanovic énekes-billentyűs került a zenekarba. 2006 márciusában elkezdtek dolgozni a következő stúdióalbumukon, amely 2009-ben jelent meg, ezúttal a Sleazy Rider Records gondozásában. 2011-ben a Rock n Growl Records kiadóval kötöttek szerződést, 2012-es albumukat már ők adták ki.

## Tagok
- Giada “Jade” Etro – ének
- Berislav Poje – gitár, ének
- Marta Batinic – hegedű
- Luka Petrovic – basszusgitár
- Sasha Vukosav – dob[5]

### Korábbi tagok
- Dunja Radetic – furulya, ének
- Neven Mendrila – gitár
- Kristijan Milic – basszusgitár
- Vladimir Krstulja – billentyűk, ének
- Damir Cencic – gitár
- Matija Rempesic – gitár
- Gordan Cencic – dob
- Dalibor "Insanus" Franjkic – dob
- Tamara Mulaosmanovic – ének, billentyűk[3]

## Diszkográfia

### Icon néven
- ...But Dreaming (demo, 1995)

### Ashes You Leave néven
- The Kingdom Before the Lies (demo, 1996)
- The Passage Back to Life (album, 1998)
- Desperate Existence (album, 1999)
- The Inheritance of Sin and Shame (album, 2000)
- Fire (album, 2002)
- Songs of the Lost (album, 2009)
- The Cure for Happiness (album, 2012)[6]